# Maks Sever
Maks Sever, slovenski strokovnjak za pridelovanje semen in trgovec, * 15. februar 1883, Dolenja Dobrava, † 7. september 1967, Ljubljana.

## Življenje in delo
Maks Sever, brat knjževnika I. Severja ter sin Jakoba in Marije (rojena Jesenko), se je po 5. razredu osnovne šole (1889–95) v Gorenji vasi in Ljubljani in dveh razredih realke (1895–97) v Ljubljani, izučil pri ljubljanskem trgovcu Kordinu za trgovskega pomočnika s špecerijo in semeni (1897–1902), ter se nato še tri leta v Mahrovi šoli in trgovcu Karlu Puppu v Kranju (1902–04) izpopolnjeval v trgovini s semeni in kmetijskimi pridelki. Leta 1906 je odprl detajlno trgovino s semeni (stojnico) pred Kresijo ob Ljubljanici, drugo 1908 na sedanjem Petkovškovem nabrežju ob Zmajskem mostu; preselil 1910 trgovino in skladišče v prostore bivše Auerjeve pivovarne v Wolfovi ulici; organiziral potujočo trgovino po deželi in si pridobil domače odjemalce in izrinil tujo konkurenco. Leta 1915 je odprl  podružnico v Zagrebu, 1919 pa na prošnjo tržaških Slovencev tudi v Trstu, a so jo fašisti 1925 zaprli; istega leta  je prenesel poslovni center na ljubljansko Gosposvetsko cesto, tu uredil najmodernejšo čistilnico in pakirnico semen za izvoz in maloprodajo. Leta 1934 je ustanovil podružnico v Beogradu; 1935 trgovino, skladišče, čistilnico semen v Zemunu ter od tod v nekaj letih uspel prodreti v Vojvodino in Srbijo; istega leta je kupil od Karla Pollaka 85 ha veliko graščinsko posest Selo pri Radohovi vasi in tu zgradil rastlinjak, selekcijsko postajo in pridelovalnico semen. Iz lastne proizvodnje, kooperacije, uvoza in izvoza je sloveniziral semensko trgovino in celo stroko; v treh desetletjih je organiziral eno največjih trgovin s semeni v južni in srednji Evropi.
Severjevo podjetje Sever & Comp v Ljubljani je bilo 1947 nacionalizirano, podružnico v Beogradu in trgovino v Zemunu pa je podaril državi: za odškodnino je dobil posestvo s 3 ha zemlje na ljubljanski grajski strani (Lončarska steza 10). Leta 1946 je vabilo zveznega ministra za kmetijstvo, da bi prevzel mesto zveznega inšpektorja za semensko službo odklonil, nekaj let pa je kot svetovalec sodeloval s podjetji Semenarna (njegovo bivše, sedaj nacionalizirano podjetje) in Gosad v Ljubljani ter bil sodni izvedenec v semenski stroki.
Sever je že 1906 izdal prvi slovenski cenik semen, pozneje je vsako leto izdajal slovenske in srbohrvaške cenike v 170.000 izvodih, prilagal reklamne liste dnevnikom, tiskal po 100.000 barvnih lepakov; dal mnogim vrstam in sortam kmetijskih in vrtnih rastlin  še danes veljavna slovenska imena; uvažal iz Anglije, Nemčije, Poljske in Nizozemske poljska in cvetlična semena ter gomolje; organiziral v zahodno Evropo in Ameriko doslej največji izvoz travnih semen, detelje, lucerne, motovilca, solate ledenke, fižola, čebulčka, suhih gob; prepotoval vso Evropo, imel zveze z inštituti in največjimi semenarskimi podjetji na svetu in bil delavni član Zveze semenarjev Jugoslavije.